# Елізабет Маргарет Пейс
Доктор Елізабет Пейс (1866 , Ламбет, Суррей  — 1957 , Сент-Ендрюс, Файфширd ) — шотландська лікарка, суфражистка і захисниця жіночого здоров'я та прав жінок.

## Ранній життєпис та навчання
Елізабет Маргарет Пейс народилася в Брікстоні в 1866 році в сім'ї Маргарет Гібб та Томаса Річарда Пейс, виробника шкіри. Була старшою з чотирьох дітей. Навчалася в середній школі Клепгема. У 1884 році вона вступила в Лондонську школу медицини для жінок. Закінчила 1891 р. У 1892 році її представили канцлеру в Берлінгтон-Хаусі, де вона була відзначена нагородою в галузі акушерства.

## Кар'єра
Протягом своєї кар'єри вона працювала в ряді установ, у Лондоні, Глазго та Шотландії, у тому числі:
- Нова жіноча лікарня
- Гінекологічне відділення, диспансер Беллахаустоун
- Лікарня Глазго Лок
- Лікарський диспансер Вікторія
- Жіноча приватна лікарня Глазго
- Школа Святої Маргарет, Полмонт

Вона брала участь у ряді організацій з благодійними цілями, з особливим акцентом на жіночій роботі та здоров'ї, багато з яких разом зі своєю сусідкою по дому та колегою доктором Еліс Макларен. У 1893 році вона була обрана почесним членом Товариства дружнього до лісівників. Вона також була пов'язана з Шотландською асоціацією допомоги жінкам та Кооперацією кваліфікованих медсестер Глазго та Західної Шотландії. Вона була членом акушерсько-гінекологічного товариства Глазго. У 1902 році разом з Еліс Макларен вона брала участь у заснуванні жіночої приватної лікарні Глазго. У 1908 році вона вийшла з лікарні, але «зберегла інтерес до лікарні і залишилася у виконкомі».
Вона читала лекції з різних предметів, пов'язаних зі здоров'ям, в таких закладах, як державна школа Джон-стріт, з доктором Еліс Макларен; шкільна рада Кілмарнока і школа внутрішньої економіки Логана і Джонстона в Бріджтоні . Вона виявляла особливий інтерес до поміркованості, виступаючи на конференції на цю тему разом із Софією Джекс-Блейк . Вона також розповіла про важливість фізичних вправ для жінок.
Вона була членом-засновником Асоціації виборчого права в Глазго та Західної Шотландії.

## Особисте життя

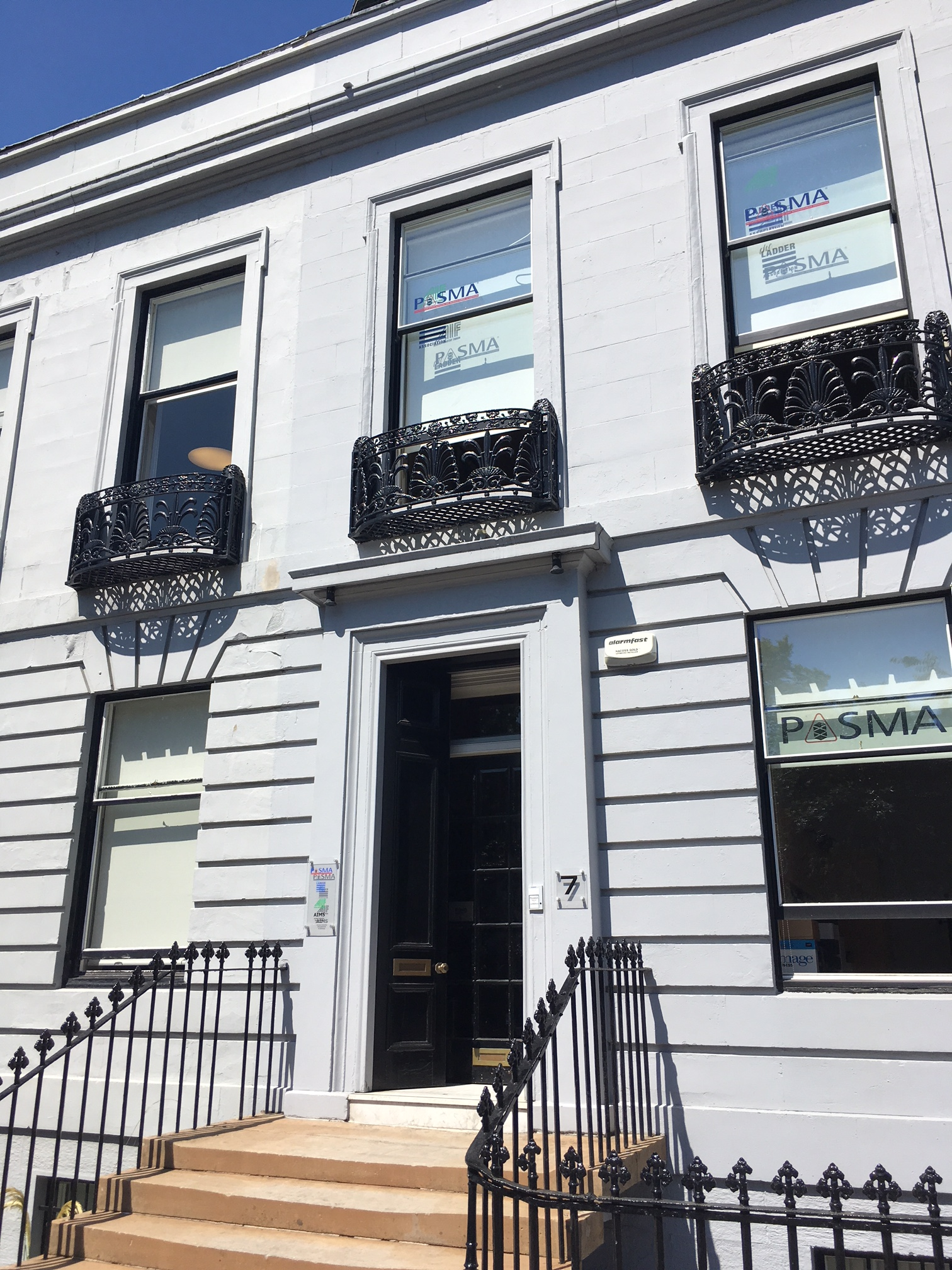
Будинок по Ньютон Плейс № 7 у Глазго

Під час свого перебування в Глазго вона жила в будинку з доктором Аліс Макларен на Ньютон-плейс, № 7. Вона вийшла заміж за Ендрю Мейтленда Рамзі в 1907 році Вона померла в Сент-Ендрюсі в 1957 році. 